# Campylomormyrus luapulaensis
Campylomormyrus luapulaensis es una especie de pez elefante eléctrico en la familia Mormyridae presente en la cuenca del Río Congo. Es nativo de la República Democrática del Congo y puede alcanzar un tamaño aproximado de 220 mm.
Respecto al estado de conservación, se puede indicar que de acuerdo a la IUCN, no existen antecedentes suficientes para poder catalogar a esta especie en alguna categoría.